# Tørring-Uldum
Tørring-Uldum é um município da Dinamarca, localizado na região sudeste, no condado de Vejle.
O município tem uma área de 189,45 km² e uma população de 12 519 habitantes, segundo o censo de 2005.